# Lobocleta nataria
Lobocleta nataria är en fjärilsart som beskrevs av Walker 1866. Lobocleta nataria ingår i släktet Lobocleta och familjen mätare. Inga underarter finns listade i Catalogue of Life.